# Le Syndrome de Peter Pan
Albums de Elisa Tovati
Je ne mâche pas les mots
(2006) Cabine 23
(2014)
Singles
1. Le Syndrome de Peter Pan
Sortie : mars 2011
2. Il nous faut
Sortie : 20 juin 2011
3. Tous les chemins
Sortie : 17 octobre 2011

Le Syndrome de Peter Pan est le troisième album studio de la chanteuse française Elisa Tovati, sorti le 20 juin 2011.
Il contient le premier single Le Syndrome de Peter Pan et le deuxième single Il nous faut en duo avec le chanteur belge Tom Dice. Il est commercialisé chez Play On.
Le 2 avril 2012, à la suite du succès du titre Il nous faut, une réédition est proposée avec deux nouveaux titres : Tous les chemins et Comme. 

## Liste des titres
| No  | Titre                            | Auteur                                     | Durée |
| --- | -------------------------------- | ------------------------------------------ | ----- |
| 1.  | Le Syndrome de Peter Pan         | Kerredine Soltani, Bertrand Soulier, Tryss | 4:11  |
| 2.  | Une larme, Penny Lane            | John Mamann, Bertrand Soulier              | 3:14  |
| 3.  | Ex-princesse                     | Richard Seff, Kerredine Soltani, Tryss     | 3:19  |
| 4.  | Barbapapa                        | Pierre-Dominique Burgaud, Bertrand Soulier | 3:00  |
| 5.  | Il nous faut (duo avec Tom Dice) | Tom Dice, Cécile Gabrié, John Mamann       | 3:08  |
| 6.  | La vie devant soi                | JPHT, John Mamann, Bertrand Soulier        | 2:22  |
| 7.  | La fille dans la glace           | Élodie Hesme, John Mamann                  | 3:09  |
| 8.  | Ciel grigri                      | Kerredine Soltani, Bertrand Soulier, Tryss | 3:10  |
| 9.  | Post-it                          | Bertrand Soulier                           | 2:54  |
| 10. | L'ABCD                           | Bertrand Soulier                           | 2:54  |
| 11. | La femme du magicien             | Bertrand Soulier                           | 3:08  |
| 12. | Sunset Bld.                      | Benjamin Tesquet                           | 3:20  |

Nouvelle version
| No  | Titre                            | Auteur                                     | Durée |
| --- | -------------------------------- | ------------------------------------------ | ----- |
| 1.  | Il nous faut (duo avec Tom Dice) | Tom Dice, Cécile Gabrié, John Mamann       | 3:07  |
| 2.  | Le Syndrome de Peter Pan         | Kerredine Soltani, Bertrand Soulier, Tryss | 4:10  |
| 3.  | Une larme, Penny Lane            | John Mamann, Bertrand Soulier              | 3:13  |
| 4.  | Ex-princesse                     | Richard Seff, Kerredine Soltani, Tryss     | 3:19  |
| 5.  | Barbapapa                        | Pierre-Dominique Burgaud, Bertrand Soulier | 2:59  |
| 6.  | Tous les chemins                 | John Mamann, Bertrand Soulier              | 3:29  |
| 7.  | La vie devant soi                | JPHT, John Mamann, Bertrand Soulier        | 2:22  |
| 8.  | La fille dans la glace           | Élodie Hesme, John Mamann                  | 3:09  |
| 9.  | Ciel grigri                      | Kerredine Soltani, Bertrand Soulier, Tryss | 3:09  |
| 10. | Comme                            | John Mamann, Bertrand Soulier              | 3:07  |
| 11. | Post-it                          | Bertrand Soulier                           | 2:53  |
| 12. | L'ABCD                           | Bertrand Soulier                           | 2:53  |
| 13. | La femme du magicien             | Bertrand Soulier                           | 3:08  |
| 14. | Sunset Bld.                      | Benjamin Tesquet                           | 3:20  |

## Classement hebdomadaire
| Classement (2011)            | Meilleure position |
| ---------------------------- | ------------------ |
| Belgique (Wallonie Ultratop) | 33                 |
| France (SNEP)                | 45                 |

1. ↑  Ultratop.be – Elisa Tovati – Le Syndrome de Peter Pan. Ultratop 200 albums. Ultratop et Hung Medien / hitparade.ch.
2. ↑  Lescharts.com – Elisa Tovati – Le Syndrome de Peter Pan. SNEP. Hung Medien.